# Režné zdivo

Sídlo firmy Johnson Wax od amerického architekta Frank Lloyd Wrighta má fasádu z režného zdiva

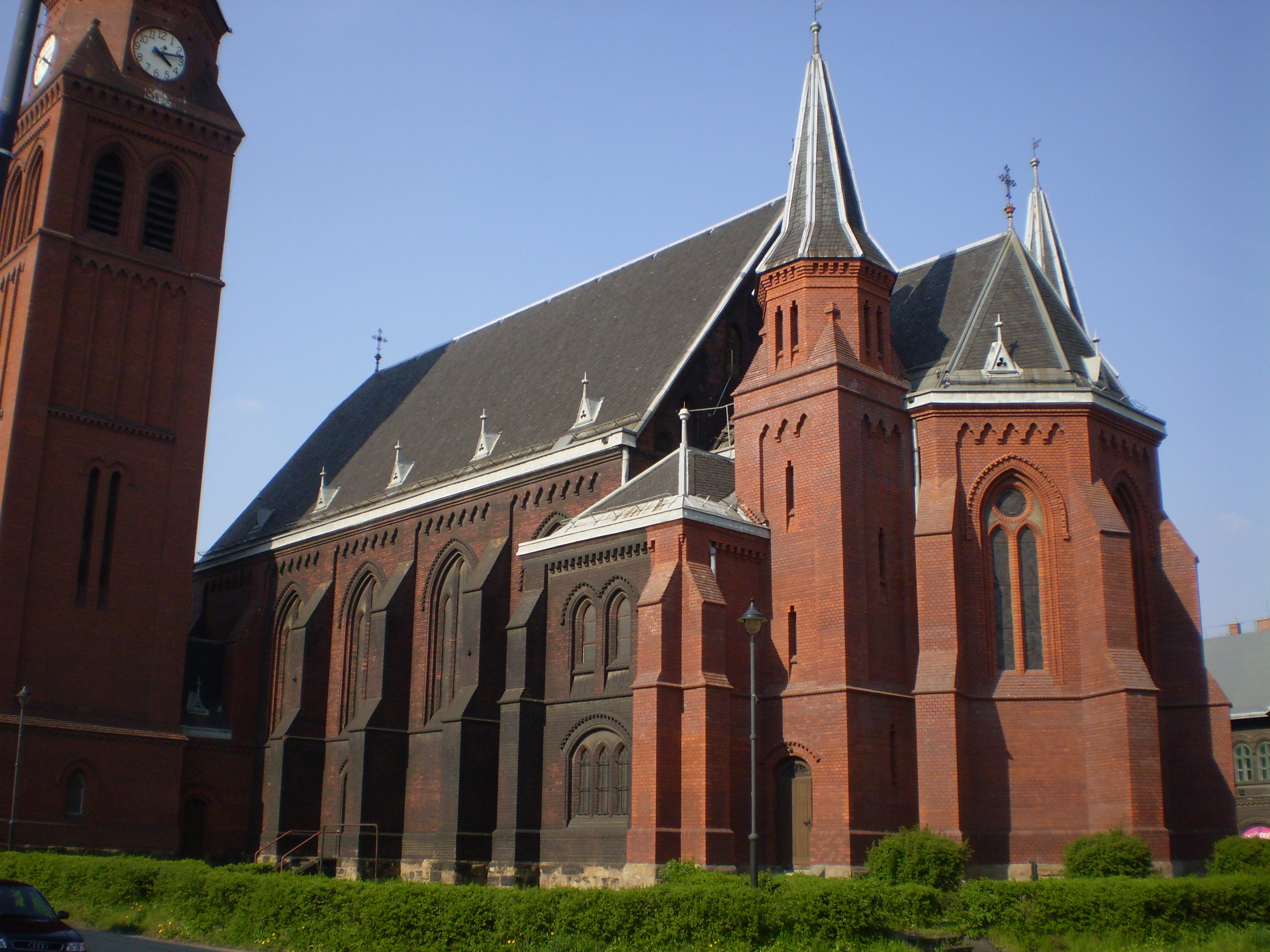
Režné zdivo novogotického kostela svatého Pavla v Ostravě-Vítkovicích

Režné nebo také lícové zdivo je typ kamenného nebo cihlového zdiva, které je pouze vyspárováno, ne však omítnuto. Využívá se zejména v oblastech, kde by kvůli povětrnostním podmínkám omítka trpěla, nebo také jen kvůli specifickému vzhledu režných cihel. Výhoda režného druhu zdiva je, že málo stárne a nepotřebuje příliš častou údržbu (čištění).
Dekorace fasády z režného zdiva se provádí pomocí různých cihelných vazeb, vysouváním či zasouváním cihel do fasády, změnou jejich orientace nebo kombinací různých barev cihel.
Režné zdivo lze realizovat i včetně izolací, a to pomocí sendvičového zdiva. Směrem od interiéru jsou moderní tvárnice (např. vápenopískové) tvořící nosnou konstrukci, následně vrstva izolace (např. minerální vata), poté vzduchová mezera a na režné zdivo v exteriéru.

## Příklady

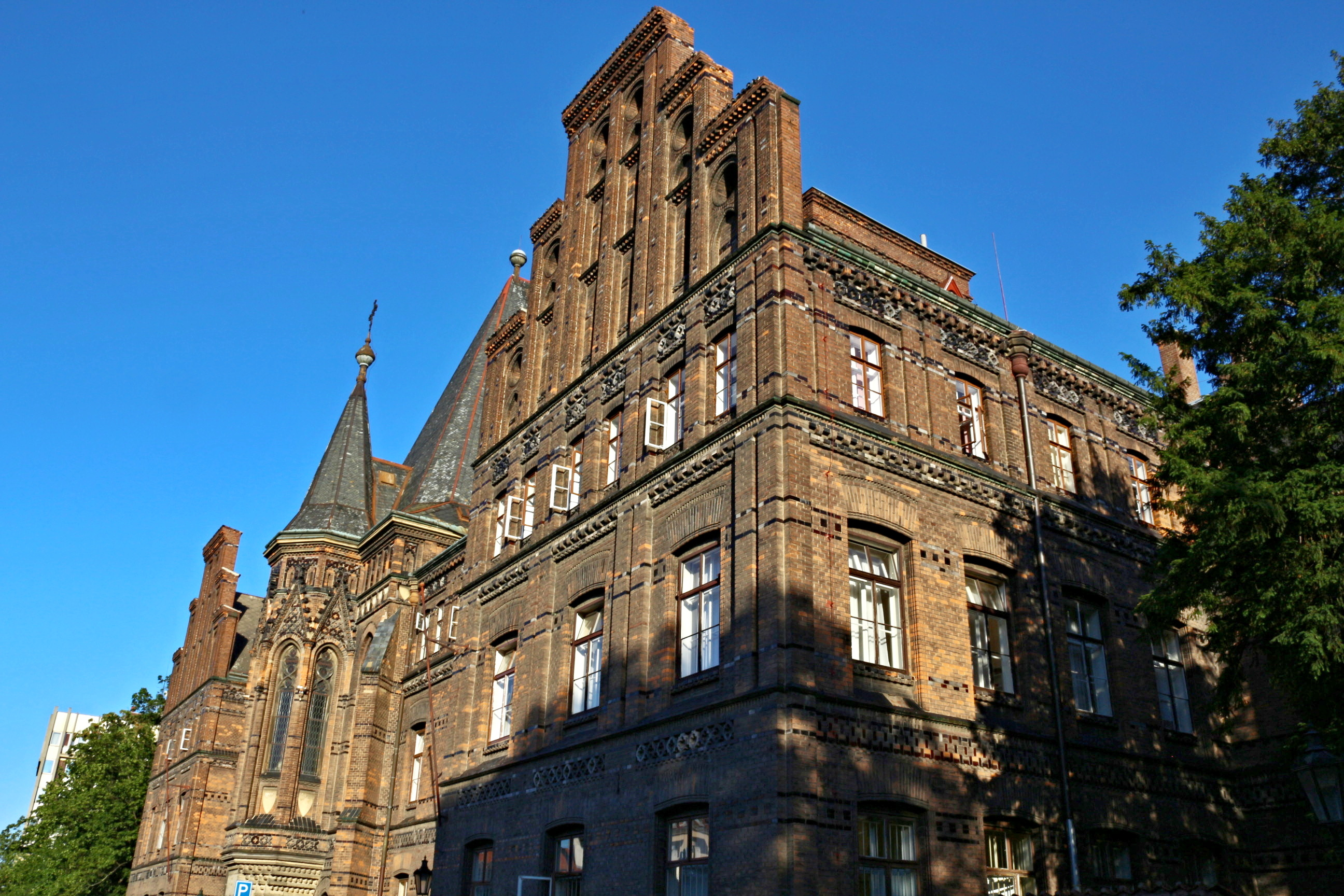
Režné zdivo na Zemské porodnici u Apolináře od Josefa Hlávky v Praze

Architektura režného zdiva je typická pro Anglii, Irsko, země Beneluxu nebo severní Německo – tedy  převážně pro rovinaté oblasti.
V českých zemích se neobjevuje tak často jak jinde v Evropě, přesto existuje mnoho příkladů. Z režného zdiva byla např. opevnění měst pozdního baroka a klasicismu, jde například o pražské městské opevnění, pevnost na Vyšehradě, opevnění Terezína nebo Josefova. Ve formě anglické gotiky je režné zdivo použito na exteriéru Zemské porodnice u Apolináře od Josefa Hlávky.

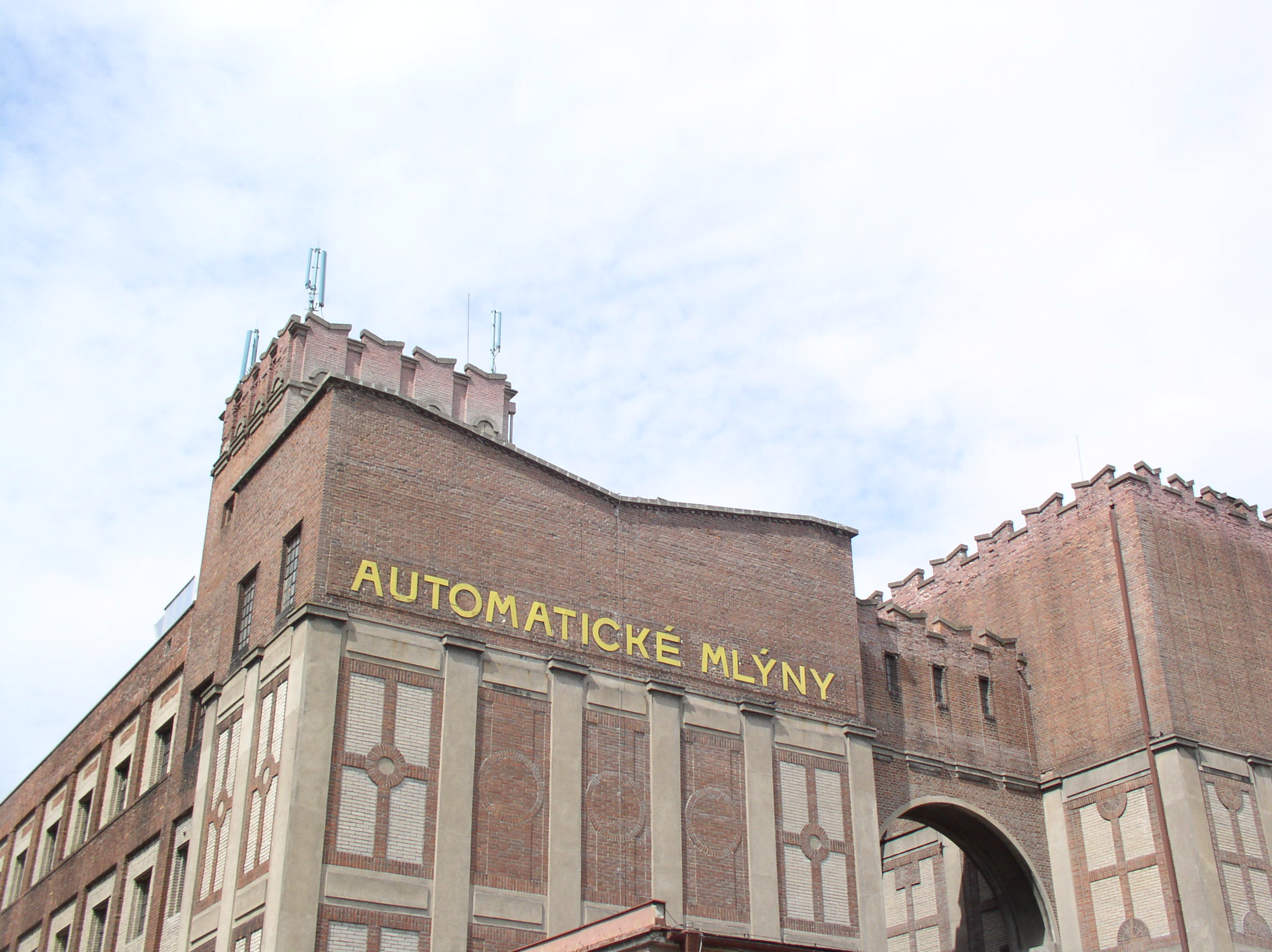
Budova Automatických mlýnů od Josefa Gočára v Pardubicích

V české moderní architektuře se objevuje toto zdivo na stavbách Jana Kotěry, Otakara Novotného, Josefa Gočára (Winternitzovy mlýny, Gymnázium J. K. Tyla) či Milana Babušky.
Lícové zdivo se v Česku i zahraničí používá na mnoho stavbách i v 21. století, s pohledovým betonem ho kombinuje například Nová budova Fakulty architektury ČVUT od Aleny Šrámkové.